# Fiorenza Cedolins
Fiorenza Cedolins (* 18. März 1966 in Vito d’Asio) ist eine italienische Opernsängerin (Sopran).
Cedolins ist Schülerin von Roberto Benaglio. Sie debütierte 1989 am Teatro Petruzzelli als Rosalinda in Die Fledermaus. Sie sang dann die Cio-Cio-San in Madama Butterfly in Tunesien, die Santuzza in Cavalleria rusticana am Teatro Carlo Felice in Genua (1992) und die Leonora in Il trovatore in Prag. 1993 war sie Artist in Residence beim Sommerfestival in Split. 1996 gewann sie den Luciano-Pavarotti-Wettbewerb und sang in Philadelphia an der Seite des Tenors in Tosca. Im gleichen Jahr sang sie die Santuzza beim Ravenna Festival unter Riccardo Muti. 1997 war sie Finalistin bei der Belvedere Competition und Gewinnerin des Wettbewerbs des Opernhauses Kairo.
Seither hatte sie Engagements an zahlreichen Opernhäusern der Welt: u. a. in Nizza, Monte Carlo, Tel Aviv, Neapel, Verona, Parma, Frankfurt, Cagliari, Bologna und Baltimore, an der Mailänder Scala ebenso wie an der Metropolitan Opera. Als Norma war sie am Teatro Massimo Bellini in Catania und 2003 in Tokio zu erleben. Erfolgreich war sie auch als Leonora in Il trovatore beim Maggio Musicale Fiorentino, in der Arena di Verona, in Parma, Tokio, Frankfurt am Main, München, Palermo, Neapel und am Royal Opera House. Zu ihrem Repertoire gehören ferner Francesco Cileas Adriana Lecouvreur und vor allem die großen Puccini-Rollen wie Mimì in La Bohème, Tosca und Cio-Cio-San. Auf CD nahm sie u. a. Francesco Cileas Gloria  und Puccinis Tosca (mit Andrea Bocelli und unter der Leitung von Zubin Mehta) auf.

## Weblink
- Website von Fiorenza Cedolins (italienisch)